# Lethrus staudingeri
Lethrus staudingeri är en skalbaggsart som beskrevs av Edmund Reitter 1893. Lethrus staudingeri ingår i släktet Lethrus och familjen tordyvlar. Utöver nominatformen finns också underarten L. s. obsoletus.